# 2MASS J13475911-7610054
2MASS J13475911-7610054 ist ein etwa 100 Lichtjahre von der Erde entfernter Brauner Zwerg im Sternbild Fliege. Er wurde 2008 von Ngoc Phan-Bao et al. entdeckt.
Er gehört der Spektralklasse L0 an. Seine Position verschiebt sich aufgrund seiner Eigenbewegung jährlich um 0,199 Bogensekunden.